# Aliquandostipitaceae
Aliquandostipitaceae es una familia de hongos ascomicetos en la clase Dothideomycetes. La familia fue descripta por Patrik Inderbitzin en 2001, y el orden Jahnulales fue creado en 2002 para ubicar la familia.
Las características distintivas de los miembros de esta familia son las hifas inusualmente grandes ("las hifas más grandes conocidas de ascomicetos") que contienen las estructuras portadoras de esporas, y la presencia de ascas con y sin tallos. El género Aliquandostipe posee una distribución pantropical, habiendo sido hallado en América  Central y el sureste de Asia; Jahnula posee una distribución más amplia.

## Distribución y hábitat
Las especies del género tipo Aliquandostipite se han encontrado en zonas tropicales incluido el parque nacional de Khao Yai, Tailandia, y la provincia de Guangdong en China, en ramas y palos en el suelo o sumergidos en agua. Las especies de los géneros Patescospora y Jahnula se han encontrado en Egipto, Tailandia, y China; en 2006, varias nuevas especies de Jahnula se encontraron en América del Norte y Central.